# نهر دويل
نهر دويل - نيوساوث ويلز(بالإنجليزية: Doyles River)‏ هو نهر يوجد بولاية نيوساوث ويلز، أستراليا.